# Van-royena
Van-royena is een geslacht uit de familie Sapotaceae. Bij dit geslacht wordt één soort ingedeeld (monotypisch): Van-royena castanosperma (CTWhite) Aubrév., Adansonia, ns, 3: 329 (1963)
Deze soort is afkomstig uit Noord-Queensland (Australië). De naam van dit geslacht is een eerbetoon aan de Nederlandse plantkundige Pieter van Royen.
De plaatsing in een apart geslacht is niet onomstreden. Deze boom wordt ook wel genoemd: Pouteria castanosperma  (CTWhite) Baehni, Candollea 9: 295 (1942).

## Soorten
- Van-royena castanosperma (C.T.White) Aubrév.